# Gasmai
Gasmai (im 19. Jahrhundert auch: Gassmay, Gaßmei) ist ein Ort in Kärnten (Österreich). Durch den Ort verläuft die Grenze zwischen den Katastralgemeinden Freundsam und Rasting, die gleichzeitig die Grenze zwischen den politischen Gemeinden Liebenfels und Sankt Urban sowie zwischen den Bezirken St. Veit an der Glan und Feldkirchen ist. Dadurch zerfällt der Ort in zwei Ortschaften: die Ortschaft Gasmai in der Gemeinde Liebenfels hat 1 Einwohner (Stand 1. Jänner 2024), die Ortschaft Gasmai in der Gemeinde St. Urban hat 13 Einwohner (Stand 1. Jänner 2024).

## Lage, Hofnamen

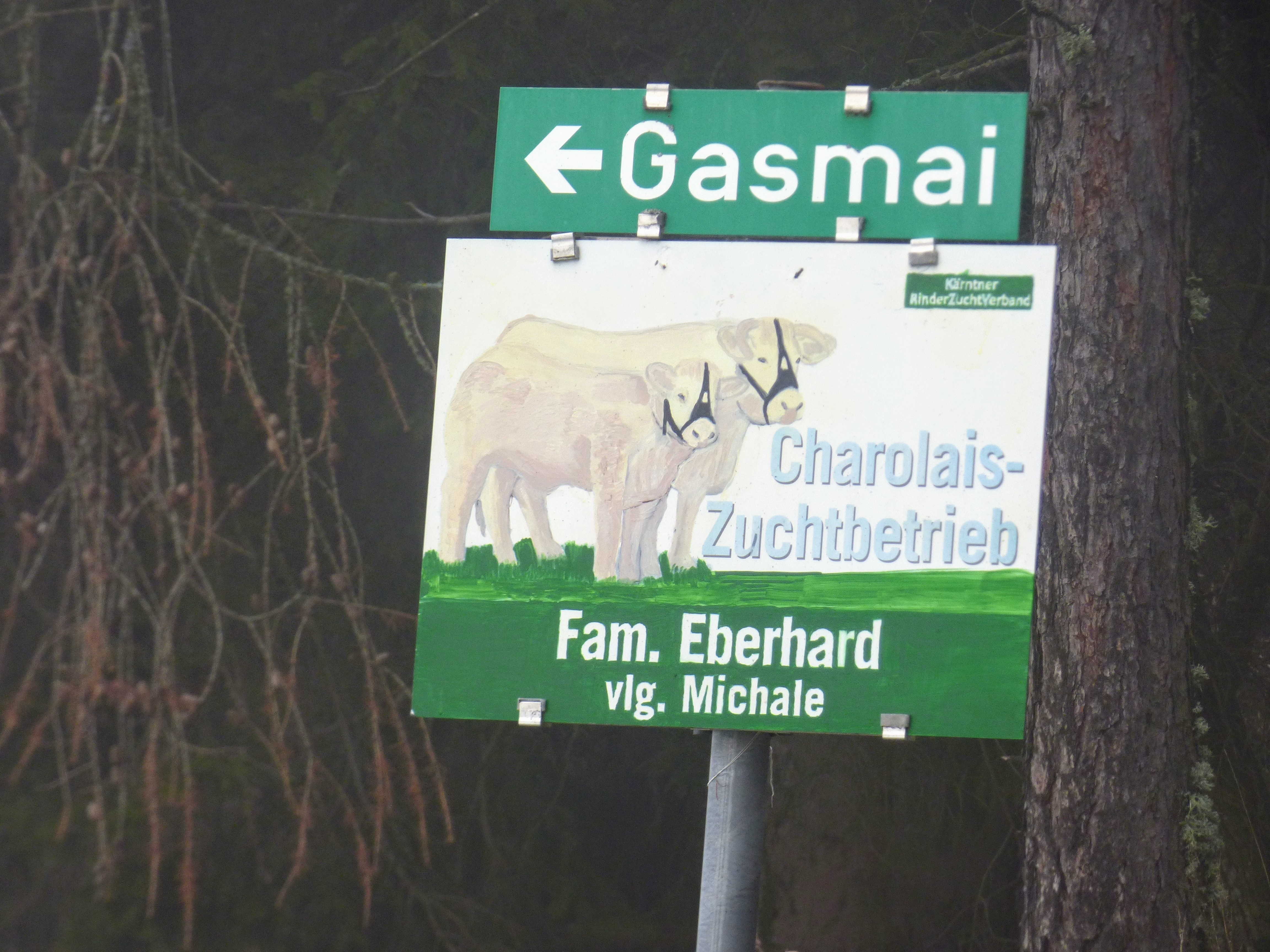
Wegweiser nach Gasmai

Der Ort liegt in den Wimitzer Bergen, gut 2 Kilometer östlich der Simonhöhe, unmittelbar nördlich des Freundsamer Mooses. Durch den Ort verläuft eine Katastralgemeindegrenze: der nordwestliche Teil des Orts (Kniebergerhube, Nr. 1; Michelehube, Nr. 2; Schneider-Wendlkeusche, Nr. 4; Wriessnighube, Nr. 7) liegt auf dem Gebiet der Katastralgemeinde Rasting, der südöstliche Teil des Orts (Dolmenig, Nr. 5) auf dem Gebiet der Katastralgemeinde Freundsam.

## Geschichte vor der Teilung
Der Ort wurde 1285 erwähnt als Cosomojach, was sich von slowenisch kosez (= Edlinger) und slowenisch smoj (= Brandrodung) ableitet. Im Ort befand sich ab dem späten 16. Jahrhundert eine Filialkirche (St. Mathias) der Pfarre Gradenegg. Die Kirche wurde 1788 aufgelassen, 1828 als Kirchenruine bezeichnet und später zu einem Wohnhaus umgebaut.
In der ersten Hälfte des 19. Jahrhunderts gehörten sowohl die Steuergemeinde Rasting als auch die Steuergemeinde Freundsam und somit der gesamte Ort Gasmai zum Steuerbezirk Gradenegg.

## Bevölkerungsentwicklung des gesamten Orts
Für den Ort ermittelte man folgende Einwohnerzahlen:
- 1869: 8 Häuser, 51 Einwohner
- 1880: 7 Häuser, 48 Einwohner
- 1890: 6 Häuser, 50 Einwohner
- 1910: 5 Häuser, 47 Einwohner
- 1961: 6 Häuser, 33 Einwohner
- 2001: 5 Gebäude, 16 Einwohner, 4 land- und forstwirtschaftliche Betriebe
- 2011: 5 Gebäude, 19 Einwohner, 0 Arbeitsstätten
- 2021: 6 Gebäude, 16 Einwohner, 4 Arbeitsstätten

## Ortschaft Gasmai (Gemeinde Liebenfels)

### Geschichte
Das auf dem Gebiet der Katastralgemeinde Freundsam liegende Haus des Ortes Gasmai kam bei Gründung der Ortsgemeinden nach der Revolution 1848/49 zunächst zur Gemeinde Glantschach und 1875 an die Gemeinde Sörg. Durch eine Gemeindefusion gehört die Ortschaft seit 1973 zur Gemeinde Liebenfels.

### Bevölkerungsentwicklung
Für die Ortschaft zählte man folgende Einwohnerzahlen:
- 1869: 1 Haus, 5 Einwohner[4]
- 1880: 1 Haus, 4 Einwohner[5]
- 1890: 1 Haus, 9 Einwohner[6]
- 1900: 1 Haus, 9 Einwohner[7]
- 1910: 1 Haus, 9 Einwohner[8]
- 1923: 1 Haus, 5 Einwohner[9]
- 1934: 6 Einwohner[10]
- 1961: 1 Haus, 8 Einwohner[11]
- 2001: 1 Gebäude (davon 1 mit Hauptwohnsitz) mit 1 Wohnung; 2 Einwohner und 0 Nebenwohnsitzfälle; 1 Haushalt; 0 Arbeitsstätten, 1 land- und forstwirtschaftlicher Betrieb[12]
- 2011: 1 Gebäude, 1 Einwohner, 1 Haushalt, 0 Arbeitsstätten[13]
- 2021: 1 Gebäude, 1 Einwohner, 1 Haushalt, 1 Arbeitsstätte[14]

## Ortschaft Gasmai (Gemeinde Sankt Urban)

### Geschichte
Die auf dem Gebiet der Katastralgemeinde Rasting befindlichen Häuser des Ortes Gasmai kamen bei Gründung der Ortsgemeinden nach der Revolution 1848/49 zur Gemeinde Sankt Urban und damit zum Bezirk Klagenfurt-Land, seit 1982 zum Bezirk Feldkirchen.

### Bevölkerungsentwicklung
Für die Ortschaft zählte man folgende Einwohnerzahlen:
- 1869: 7 Häuser, 46 Einwohner[15]
- 1880: 6 Häuser, 44 Einwohner[16]
- 1890: 5 Häuser, 41 Einwohner[17]
- 1910: 4 Häuser, 38 Einwohner[18]
- 1961: 5 Häuser, 25 Einwohner[19]
- 2001: 4 Gebäude, 14 Einwohner, 3 Arbeitsstätten[12]
- 2011: 4 Gebäude, 18 Einwohner, 6 Haushalte, 0 Arbeitsstätten[13]
- 2021: 5 Gebäude, 15 Einwohner, 7 Haushalte, 3 Arbeitsstätten[20]